# 浅野良介
浅野 良介（あさの りょうすけ、5月18日 - ）は、日本の男性声優。京都府出身。青二プロダクション所属。

## 人物
方言は京都弁、関西弁。趣味は神社巡り。特技は歌唱。

## 出演
太字はメインキャラクター。

### テレビアニメ
2019年
- ゲゲゲの鬼太郎（2019年 - 2020年、ヤクザ、男、記者、チンピラ、七人同行 他）

2020年
- number24（茶々8番）
- ONE PIECE（2020年 - 2025年、えびす町の人々、正義の味方、ギフターズ、海賊、イノシシ 他）
- デジモンアドベンチャー:（2020年 - 2021年、操舵手、管制官、ソウルモン、ゴブリモン）
- トニカクカワイイ（2020年 - 2023年、ゲームキャラクター、生徒A） - 2シリーズ

2021年
- D_CIDE TRAUMEREI THE ANIMATION（若者）
- うらみちお兄さん（アナウンサー、男性社員）
- デジモンゴーストゲーム（2021年 - 2023年、掲示板コメント、会社員、林業従事者、コンビニ店員、ベツモン 他）

2022年
- ラブオールプレー（主審）
- 弱虫ペダル LIMIT BREAK（記者、選手）

2023年
- 最強陰陽師の異世界転生記（観客B）
- マッシュル-MASHLE-（2023年 - 2024年、犯罪者、受験生、生徒、市民） - 2シリーズ
- 逃走中 グレートミッション（2023年 - 2024年、警備員、ドライバー、ホテル客、手下）
- デッドマウント・デスプレイ（男性アナウンサー）
- MIX MEISEI STORY 2ND SEASON 〜二度目の夏、空の向こうへ〜（大橋）
- 無職転生 II 〜異世界行ったら本気だす〜（貴族B）
- 贄姫と獣の王（臣下B）
- ホリミヤ -piece-（男性教師）
- Dr.STONE NEW WORLD（戦士）
- め組の大吾 救国のオレンジ（署内放送、隊員B）
- 新しい上司はど天然（会社員）
- 陰の実力者になりたくて! 2nd season（若手官司）

2024年
- カードファイト!! ヴァンガード Divinez（2024年 - 2025年、実況、司会） - 2シリーズ
- シャドウバースF（サラリーマンたち）
- 喧嘩独学（若い男性）
- バーテンダー 神のグラス（運転手）
- WIND BREAKER
- 逃げ上手の若君
- ソードアート・オンライン オルタナティブ ガンゲイル・オンラインII（プレイヤー）
- 村井の恋（店主、男教師）
- Re:ゼロから始める異世界生活 3rd season（避難所の人々）
- 来世は他人がいい（組員）
- ドラゴンボールDAIMA（憲兵）
- 青のミブロ（2024年 - 2025年、家臣、商人、門人）

2025年
- 花は咲く、修羅の如く（都成）
- SAKAMOTO DAYS（黒服、八百屋）
- グリザイア:ファントムトリガー（男、兵士B）
- 甘神さんちの縁結び（ナンパ男）
- GUILTY GEAR STRIVE: DUAL RULERS（男）
- 九龍ジェネリックロマンス（運転手）
- 炎炎ノ消防隊 参ノ章（神父、キャスター）
- 黒執事 -緑の魔女編-（人狼）
- ちびまる子ちゃん（使用人）
- ばっどがーる（男性客）
- 気絶勇者と暗殺姫（ティムの父）

### Webアニメ
- 恋するワンピース（2025年、生徒B[初出 34]、生徒たち[初出 34]、人々[初出 22]）
- BULLET/BULLET（2025年、ダンサー[初出 31]、通行人[初出 8]）

### ゲーム
2020年
- SHOW BY ROCK !! Fes A Live（責任者 他）
- 真・北斗無双モバイル

2021年
- アカシッククロニクル～黎明の黙示録（ニュート）
- 真・三國無双8 Empires
- スーパーロボット大戦30
- 戦国無双5（岡部元信）
- テイルズ オブ ルミナリア

2022年
- ソロモンプログラム（ヒューズ）
- テイルズウィーバー（アレン）

2023年
- アサシン クリード ミラージュ
- ドラゴンボールZ カカロット
- 龍が如く7外伝 名を消した男

2024年
- ORE’N（竜騎士ユンク）

### ドラマCD
- うらみちお兄さん原作5巻特装版付きドラマCD（2020年、居酒屋店員）

### 吹き替え
- ウィキッド ふたりの魔女（2025年[25]）

### シリーズ一覧
1. ↑  第1期（2020年）、第2期（2023年）
2. ↑  第1期（2023年）、第2期『神覚者候補選抜試験編』（2024年）
3. ↑  Season1（2024年）、デラックス編（2025年）

### 初出話一覧
1. ↑  第87話初出
2. ↑  第73話初出
3. ↑  第77話初出
4. ↑  第81話初出
5. ↑  第84話初出
6. ↑  第85話初出
7. ↑  第86話初出
8. 1 2 3 4 5 6 7  第7話初出
9. ↑  第1101話初出
10. ↑  第939話初出
11. ↑  第973話初出
12. ↑  第990話初出
13. ↑  第1026話初出
14. ↑  第1029話初出
15. ↑  第1035話初出
16. 1 2  第58話初出
17. 1 2  第21話初出
18. ↑  第30話初出
19. ↑  第61話初出
20. ↑  第1期 第11話初出
21. ↑  第2期 第2話初出
22. 1 2 3 4 5  第2話初出
23. 1 2 3 4 5 6 7 8  第5話初出
24. 1 2  第10話初出
25. ↑  第59話初出
26. 1 2 3 4 5  第12話初出
27. 1 2  第16話初出
28. ↑  第23話初出
29. ↑  第32話初出
30. ↑  第37話初出
31. 1 2 3 4 5 6 7 8  第6話初出
32. 1 2  第3話初出
33. ↑  第15話初出
34. 1 2 3 4 5 6  第1話初出
35. ↑  第24話初出
36. 1 2  第49話初出
37. 1 2  第8話初出
38. ↑  第53話初出
39. ↑  第55話初出
40. ↑  第9話初出
41. ↑  第0話初出
42. 1 2  第4話初出
43. ↑  デラックス編 第10話初出
44. ↑  第76話初出
45. ↑  第56話初出
46. 1 2  第14話初出
47. 1 2  第11話初出
48. ↑  第20話初出
49. ↑  第1483話初出